# Carlos Bandeirense Mirandópolis

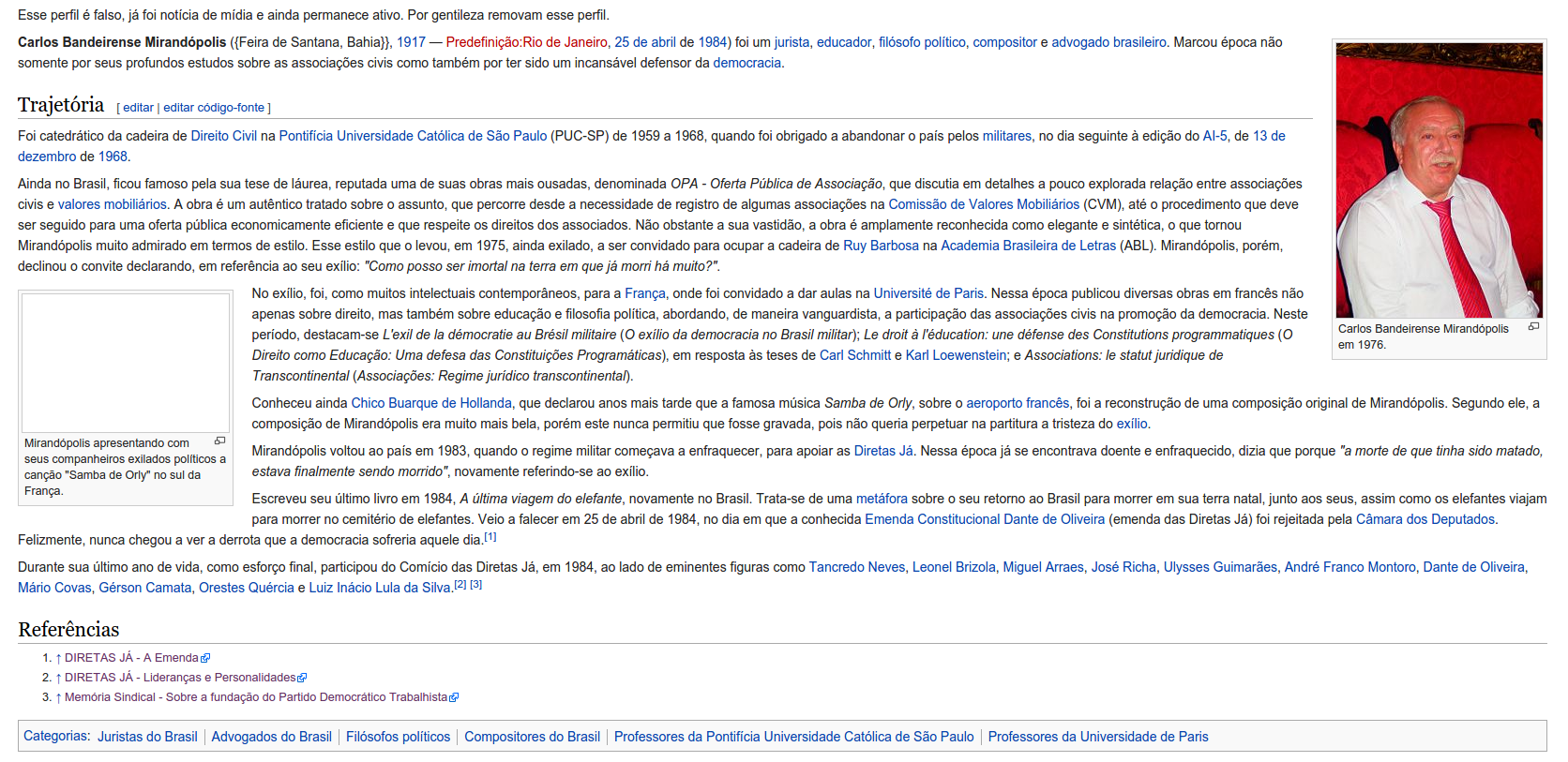
Imagen del artículo.

Carlos Bandeirense Mirandópolis fue un artículo falso creado en la Wikipedia en portugués. La página fue creada en 2010 por dos abogados brasileños que querían hacerle una broma a un becario. El artículo afirmaba que Mirandópolis era un jurista y profesor brasileño que había conocido al compositor Chico Buarque y participado en el movimiento Directas Ya. Mirandópolis acabó siendo citado en una decisión del Tribunal de Justicia del Estado de Río de Janeiro (TJ-RJ), en un documental sobre las Directas Ya, y en una tesis de pregrado. La página fue eliminada en 2016 luego de que un reportaje fuera publicado en el portal de noticias G1 y transmitido en el canal de televisión GloboNews. Los profesores citaron el caso como motivo para ser cautelosos con la información encontrada en Internet.

## Artículo
El artículo sobre Carlos Bandeirense Mirandópolis fue creado en la Wikipedia en portugués el 16 de agosto de 2010, por dos abogados brasileños, Victor Nóbrega Luccas y Daniel Tavela Luís. Al darse cuenta de que era común que los pasantes tomaran información de Internet sin verificación, crearon el artículo para bromear con uno de ellos. Le pidieron al pasante que investigara la teoría de la «Oferta de Asociación Pública», que no existe. Para darle más credibilidad a la «teoría», crearon una página sobre Mirandópolis, identificándolo como su autor. El artículo afirmaba que Mirandópolis era jurista y profesor de la Facultad de Derecho de la Pontificia Universidad Católica de São Paulo (PUC-SP). Supuestamente fue perseguido durante la dictadura militar brasileña y exiliado en París. Allí supuestamente conoció al compositor Chico Buarque e inspiró su composición «Samba de Orly». El artículo también afirmaba que Mirandópolis regresó posteriormente a Brasil y participó activamente en el movimiento Directas Ya. El artículo incluía una foto supuestamente de Mirandópolis, pero en realidad era del alcalde de Viena, Michael Häupl.
Durante la existencia del artículo, Mirandópolis fue citado en el voto de un juez en una decisión del Tribunal de Justicia del Estado de Río de Janeiro (TJ-RJ), en el documental Diretas Já, y en una tesis de pregrado.

## Revelación del engaño
El engaño fue revelado el 23 de febrero de 2016, a través de un reportaje publicado en G1 y transmitido por el canal de televisión GloboNews. Se comunicaron con la PUC-SP, que dijo que nunca tuvieron un profesor con ese nombre, y también con el equipo de Chico Buarque, que dijo que Buarque no conocía Mirandópolis. Además, el informe contactó a TJ-RJ, que dijo que la mención hecha por el juez tenía fuentes de la página del centro de memoria de la Pontificia Universidad Católica de Río de Janeiro (PUC-RJ) y de la película Diretas Já. Sin embargo, la PUC-RJ dijo que la información no estaba en su sitio web. El informe G1 también fue cubierto en el periódico Migalhas. Víctor Nóbrega dijo estar sorprendido por las otras menciones de Mirandópolis: «La cosa tomó una proporción que nunca imaginamos. Esperaba que saliera en algunos blogs, pero no en una fuente más seria. Me reí a carcajadas. Pero, si bien es gracioso por un lado, es triste, por otro, que la gente no utilice Internet correctamente».
En su artículo original, G1 entrevistó a profesores para comentar el caso, quienes en general dijeron que era necesario tener precaución con la información encontrada en Internet. El mismo día de la publicación del informe, el administrador León Saudanha eliminó el artículo. El 24 de febrero, G1 publicó comentarios de Saudanha y de la Fundación Wikimedia, que gestiona Wikipedia, sobre el caso. En 2017, el caso fue mencionado en una tesis doctoral como ejemplo de noticias falsas legales  y por profesores de la Universidad Presbiteriana Mackenzie en su sitio web, instando a «precaución con las fuentes de investigación». El abogado João Taborda da Gama, en el Diário de Notícias sobre el tema «¿Puede un juez citar Wikipedia?», citó el caso Mirandópolis como ejemplo para sustentar su opinión de que «depende mucho del propósito de la cita, no pudiendo nunca ser la única fuente de una conclusión dada la mutabilidad y fiabilidad de Wikipedia no siendo absoluta». En 2023, el nombre «Carlos Bandeirense Mirandópolis» fue utilizado como denunciante en una investigación del Ministerio Público (MP). Cuestionados, dijeron que «la identidad del representante es irrelevante ya que el MP investiga los hechos y podría actuar incluso por iniciativa propia».